# Green Bay (Wisconsin)
Green Bay é uma cidade localizada no estado norte-americano do Wisconsin. Sede do Condado de Brown, está localizada à Baia de Green Bay e à boca do Fox River, a altitude de 177m. Está a 180 km ao norte de Milwaukee.
A cidade de Green Bay é um porto na baia de Green Bay, uma extensão do Lago Michigan. Green Bay abriga o Museu Nacional do Trem, o Museu Público de Neville com exibições de arte, história e ciência, e abriga também a Universidade de Wisconsin-Green Bay.
O município é mais conhecidos por sediar os Green Bay Packers, time profissional de futebol americano fundado em 1919. Green Bay é a menor cidade a participar da NFL, mas possui uma base de fãs por todo o estado de Wisconsin e nas proximidades. Green Bay é apelidada de "Titletown, USA" (Cidade título, EUA) pela quantidade de títulos conquistados na liga de futebol americano (13) que o Packers vem conquistando através dos anos (com quatro Super Bowls, incluindo o dois primeiros). O selo da cidade inclui tanto "Titletown" como a logomarca dos Packers.
A região metropolitana de Green Bay tem a população de 320 050 (2019).

## História
Um pequeno centro de comércio foi estabelecido no local da cidade em 1634 pelo explorador canadense Jean Nicolet. Em 1671 uma missão jesuíta foi estabelecida ali; na época o estabelecimento foi chamado de "La Baye" ou "la Baie des Puants". Um forte foi construído em 1717. A cidade foi incorporada em 1754, e foi passada para o controle inglês em 1761. Quando colonizadores ingleses começaram a ficar em maior número do que franceses, o nome "Green Bay" tornou-se o nome mais comum para a cidade. Em 1783 a cidade tornou-se parte dos EUA
O exército dos EUA construiu o Fort Howard próximo ao Fox River em 1816. O primeiro jornal de Wisconsin, The Green Bay Intelligencer, foi primeiramento publicado em Green Bay em 1833. Por volta de 1850 a cidade tinha a população de 1.923. A vila foi reincorporada como cidade em 1854. A linha ferroviária chegou a região por volta de 1860. Em 1950 a cidade já tinha a população de 52.735.

## Geografia
De acordo com o United States Census Bureau, a cidade tem uma área de 144,9 km², onde 117,8 km² estão cobertos por terra e 27,1 km² por água.

### Localidades na vizinhança
O diagrama seguinte representa as localidades num raio de 12 km ao redor de Green Bay.

## Demografia
Segundo o censo nacional de 2020, a sua população é de 107 mil habitantes e sua densidade populacional é de 887,79 hab/km². É a terceira cidade mais populosa do Wisconsin. Possui 45 241 residências, que resulta em uma densidade de 384,16 residências/km².

## Política

### Prefeitos
- W. C. E. Thomas 1854
- Francis X. Desnoyers 1855
- H. E. Eastman 1856,1857
- Burley Follett 1858, 1863
- E. H. Ellis 1860
- Henry S. Baird 1861, 1862
- Nathan Goodell 1859, 1864
- M. P. Lindsley 1865
- C. D. Robinson 1866,1872
- James S. Marshall 1867
- Anton Klaus 1868,1869, 1870
- Alonzo Kimball 1871, 1873
- Dr. C. E. Crane 1874, 1875,1877, 1878, 1879
- F. S. Ellis 1876
- J. C. Neville 1880
- J. H. M. Wigman 1882
- W. J. Abrams 1881,1883, 1884
- Charles Hartung 1885, 1886, 1887
- Arthur C. Neville 1888,1889
- James H. Elmore 1890, 1891, 1892, 1893, 1894,1895
- Frank B. Desnoyers 1896, 1897, 1898
- Simon J. Murphy, Jr. 1899,1900, 1901
- J. H. Tayler 1902, 1903
- Robert E. Minahan 1904-1907
- Winford Abrams 1908-1916
- Elmer S. Hall 1916-1920
- W. Wiesner 1921-1927
- James H. McGillan 1927-1929
- John V. Diener 1929-1937
- John S. Farrell 1937-1938
- Alex Biemeret 1938-1945
- Dominic Olejniczak 1945-1955
- Otto Rachals 1955-1959
- Roman Denissen 1959-1965
- Donald Tilleman 1965-1972
- Harris Burgoyne 1972-1973
- Thomas Atkinson 1973-1975
- Michael Monfils 1975-1979
- Samuel J. Halloin 1979-1995
- Paul F. Jadin 1995-2003
- James J. Schmitt 2003-2019
- Eric Genrich 2019-presente